# Джефри Инграм Тейлор
Джефри Инграм Тейлор, (на английски: Geoffrey Ingram Taylor), наричан за краткост G. I. , роден на 7 март 1886 в Сент Джонс Вуд, Англия и починал на 27 юни 1975 г. в Кембридж, Англия е британски физик и математик. Основната му научна дейност е свързана с хидродинамиката, при което основните области на приложение обхващат от Океанология до свъхзвукови полети. Оценяван е като един от най-големите учени на 20-ти век. Става член на Британското кралско научно дружество през 1919 г., чуждестранен член на Националната академия на науките на САЩ от 1945 г. и на Академията на науките на СССР

## Биография
Бащата на Джефри Тейлор, Едуард Тейлор е бил художник, а неговата майка Маргарет Бул е дъщеря на математика Джордж Бул. Алиша Бул Стот е негова леля (сестра на майка му). Друга негова леля е писателката Етел Лилиан Войнич. Печели степендия в Тринити Колидж (Кеймбридж) и започва да учи математика, По-късно започва да изучава физика. Печели Наградата Смит (на английски: The Smith's Prize) за своя работа свързана с ударните вълни.
През Първата световна война той работи по теорията на механичното натоварване и стабилността на витлата в държавната самолетостроителна фабрика във Фарнбъроу, при което се учи да лети и скача с парашут. След войната става преподавател в Тринити колидж, а след 1923 г. се посвещава изцяло на научната работа. През Втората световна война Джефри Тейлор изследва ударните вълни при експлозии както във въздуха така и под водата. След 1952 г. се пенсионира, но продължава научните си изследвания до 1972 г., когато окончателно се оттегля поради здравословни причини.
От 1925 г. до смъртта си той е женен за Стефани Равенхил, но нямат деца. През свободното си време се занимава с ботаника. Освен това е запален по ветроходния спорт и разработва своя собствена конструкция на котва.